# 西生駅
西生駅（ソセンえき）は、大韓民国蔚山広域市蔚州郡にある韓国鉄道公社東海線の駅。当駅には電鉄線の電車のみが停車する。

## 歴史
- 1957年11月1日 - 開業。
- 2007年6月1日 - 旅客列車取扱中止。
- 2016年12月30日 - 東海南部線が東海線に編入[1]。
- 2021年12月28日 - 東海電鉄線が日光駅 - 太和江駅間で延伸開業。同時に休止していた旅客営業を再開する[2]。

## 隣の駅
韓国鉄道公社
●東海電鉄線
月内駅 - 西生駅 - 南倉駅